# Emslandlager

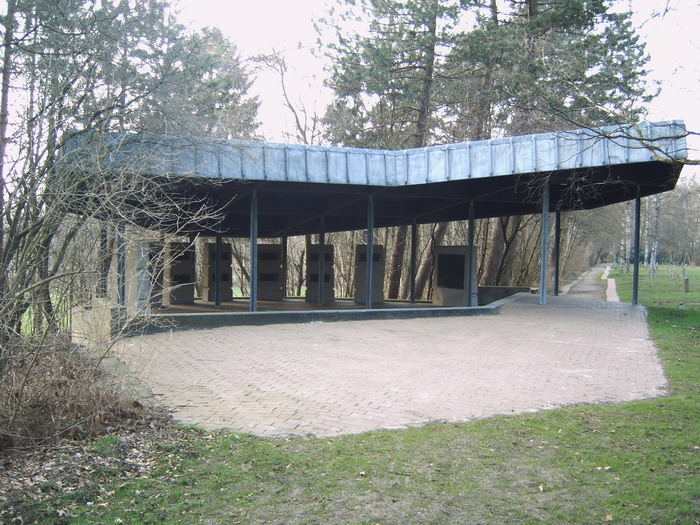
Halle mit Gedenksteinen für die Emslandlager

Die Emslandlager sind eine Gruppe von Konzentrations-, Straf- und Kriegsgefangenenlagern in den Landkreisen Emsland und Grafschaft Bentheim im Westen Niedersachsens. Es gab insgesamt 15 errichtete Gefangenenlager. Sie dienten in der Zeit des Nationalsozialismus von 1933 bis 1945 als Haftlager, die zentrale Verwaltung war in Papenburg. Ihre Geschichte wurde von 1985 bis 2011 durch eine Dauerausstellung im Dokumentations- und Informationszentrum (DIZ) Emslandlager in Papenburg dargestellt, die seit November 2011 in der neuen Gedenkstätte Esterwegen untergebracht ist. Außerdem wird die Geschichte der Emslandlager seit 2024 im Archiv und in den Sammlungen des DIZ in Papenburg dokumentiert.

## Geschichte bis 1945

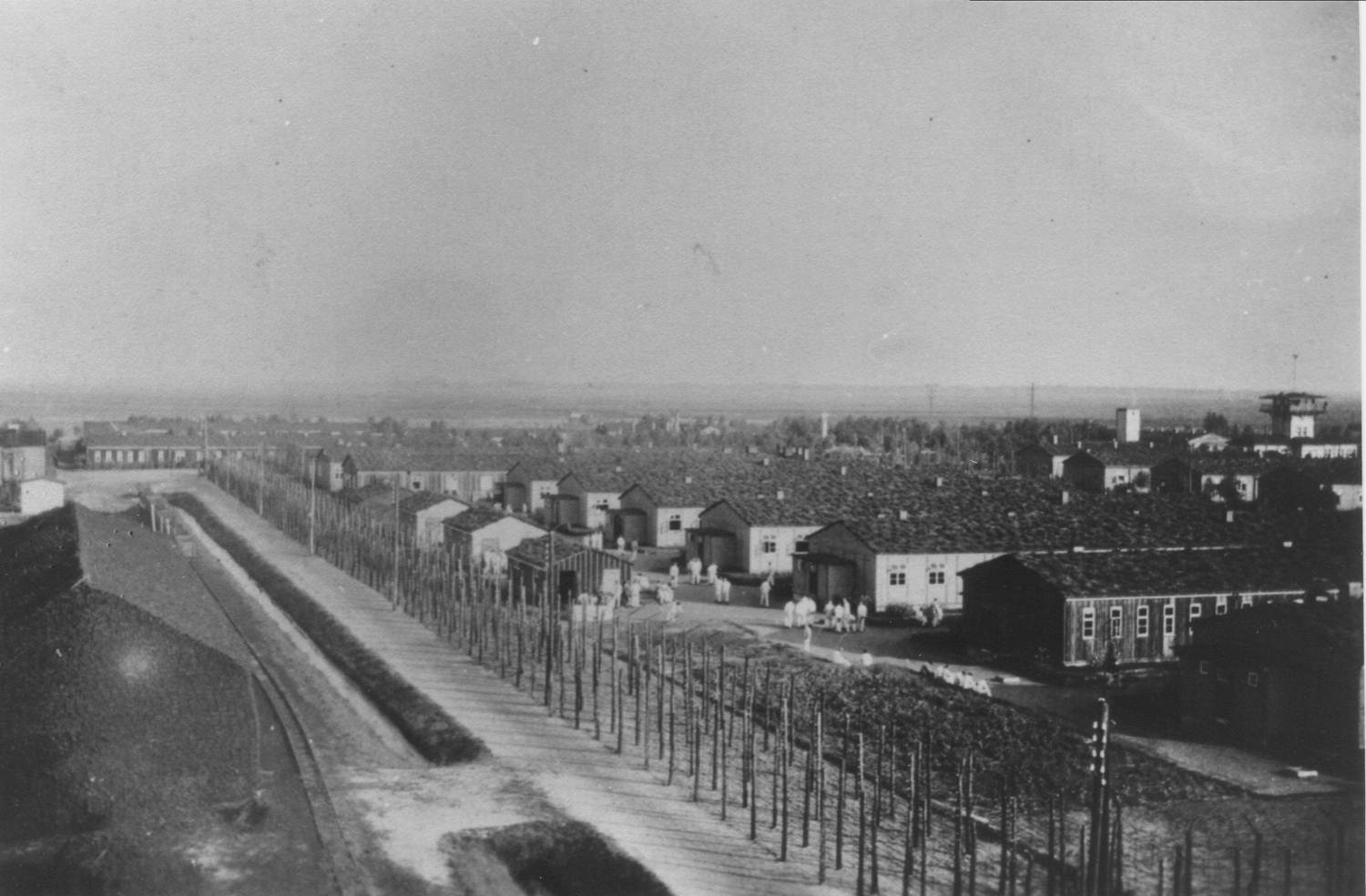
Blick auf das KZ Neusustrum vom Wachturm

Blick entlang des ehemaligen Lagerfriedhofs Esterwegen-Börgermoor

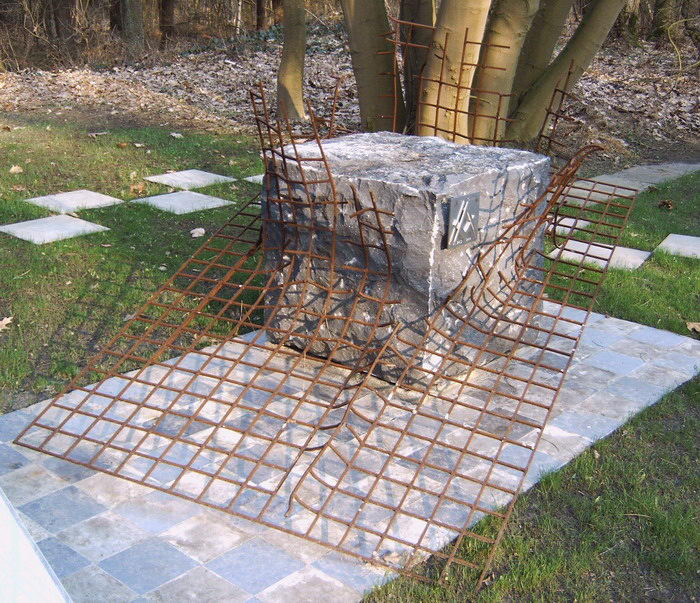
Denkmal für Liberté chérie

Die drei ersten Lager KZ Neusustrum, KZ Börgermoor und KZ Esterwegen wurden 1933 für politische „Schutzhäftlinge“ errichtet. Nach der Auflösung der ersten beiden Lager als KZ im April 1934 und des Lagers Esterwegen im August/September 1936 dienten sie und vier inzwischen neu errichtete Lager von 1934 bis 1945 als Strafgefangenenlager unter Aufsicht des Reichsjustizministeriums. Erster Lagerleiter war von 1934 bis 1942 Werner Schäfer. In die sechs nördlich gelegenen Lager wurden von 1939 bis 1945 zunehmend mehr Wehrmachtsangehörige eingeliefert, die von Militärgerichten verurteilt worden waren. In den neun südlichen im September 1939 vom Oberkommando der Wehrmacht als Kriegsgefangenenlager übernommenen Lagern saßen Angehörige verschiedener Nationen ein. 1943/1944 wurden in Esterwegen Widerstandskämpfer aus Frankreich, Belgien und den Niederlanden festgesetzt. Von 1944 bis 1945 waren das Emslandlager Dalum und das Lager Versen zusätzlich Außenlager des KZ Neuengamme.
Insgesamt wurden etwa 80.000 KZ-Häftlinge und Strafgefangene sowie 100.000 bis 180.000 Kriegsgefangene in den Lagern inhaftiert. Bis zu 30.000 Menschen, überwiegend sowjetische Kriegsgefangene, starben.
1942 wurden etwa zweitausend Häftlinge zur Zwangsarbeit ans Nordkap verfrachtet, um für die Organisation Todt unter menschenunwürdigen Bedingungen Verteidigungsanlagen und Straßen zu bauen und diese im Winter schneefrei zu halten.
Kurz vor der Befreiung wurden vom 12. bis 19. April 1945 im Lager Aschendorfermoor ungefähr 150 Häftlinge aus den Emslandlagern von einer Truppe um Willi Herold, der sich fälschlicherweise als Offizier ausgab, erschossen. Zudem kamen bei Kriegsende Häftlinge durch alliierte Bombardierungen sowie durch unmenschliche Behandlung bei den Evakuierungsmärschen, die bis nach Ostfriesland führten, um.

## Nach der Befreiung
Die Emslandlager wurden von britischen, kanadischen und polnischen Einheiten befreit. Die befreiten Lagerinsassen wurden zunächst in DP-Lagern untergebracht. Zu diesem Zweck evakuierte die britische Militäradministration einige Weiler im Emsland und requirierte geeignete Gebäude. Die Gemeinde Haren (Ems) wurde unter polnische Verwaltung gestellt und dadurch als Ganzes zu einem DP-Lager. Im Januar 1946 existierten 15 DP-Lager für polnische Displaced Persons (DP) sowie ein Lager für solche aus dem Baltikum. Die Lager wurden bis Juni 1947 durch die Hilfsorganisation UNRRA betreut und standen anschließend unter der Obhut der IRO. 1951 übernahm eine deutsche Verwaltung die Verantwortung über die DP-Lager. Die verbliebenen DPs erhielten den Rechtsstatus Heimatlose Ausländer. Das DP-Lager Lingen wurde erst 1957 aufgelöst.
Im November 2004 wurde auf der Begräbnisstätte Bockhorst/Esterwegen (Friedhof für die in den nördlichen Emslandlagern Umgekommenen) ein Denkmal für die belgische Freimaurerloge Liberté chérie eingeweiht. Sie war die einzige Loge, die sich innerhalb eines Lagers gegründet hat.

## Gliederung
Zu den Emslandlagern gehörten die folgenden Konzentrationslager:
- das KZ Börgermoor 1933/34, anschließend Strafgefangenenlager bis 1945[6]
- das KZ Neusustrum 1933/34, anschließend Strafgefangenenlager bis 1945[7]
- das KZ Esterwegen 1933–1936, ab Januar 1937 Strafgefangenenlager bis 1945[8]

Weiterhin werden zu den Emslandlagern gezählt:

Dienstpostkarte der Zentrale der Emslandlager in Papenburg

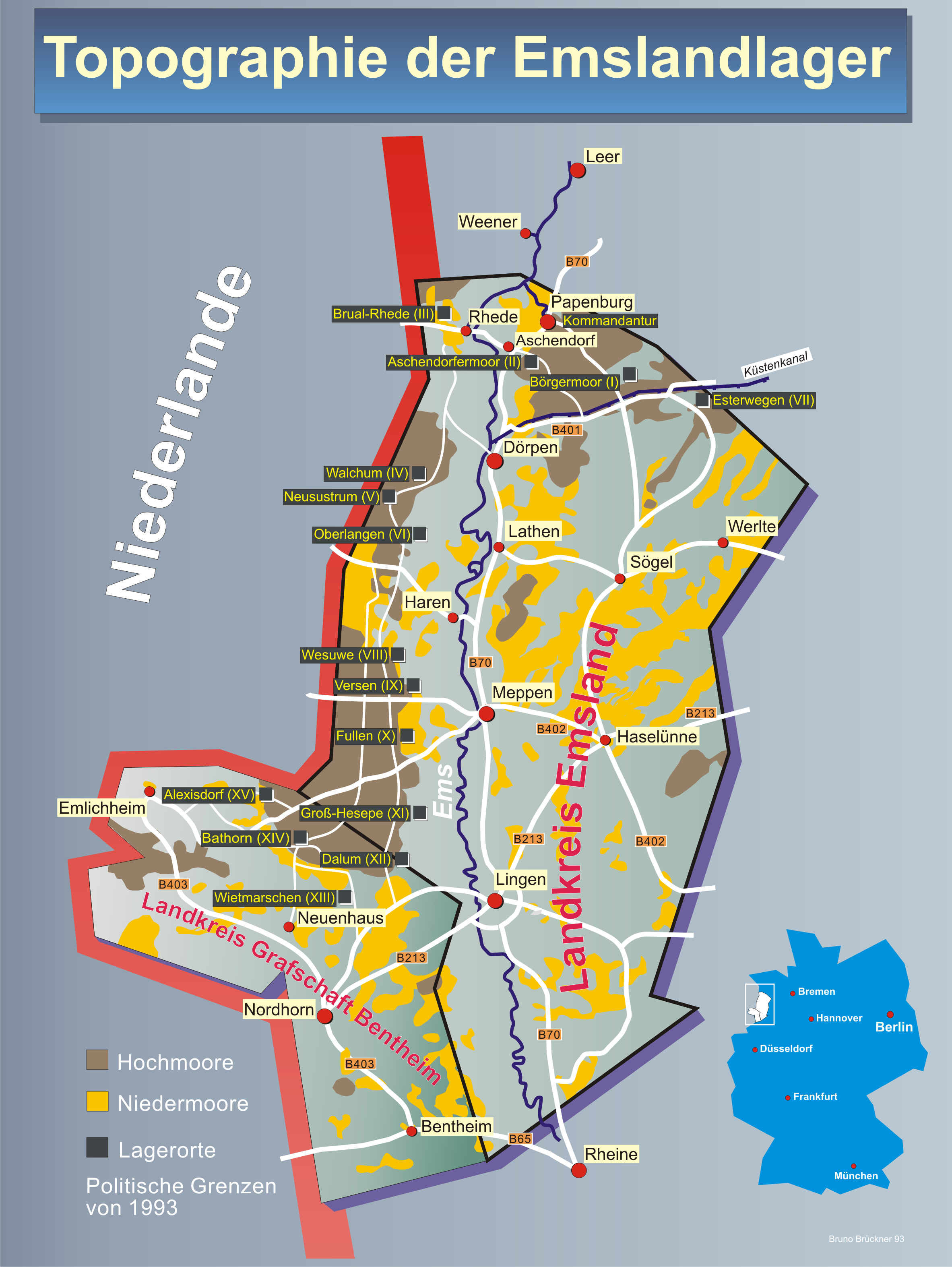
Lage der Emslandlager in Deutschland (politische Grenzen von 1993)

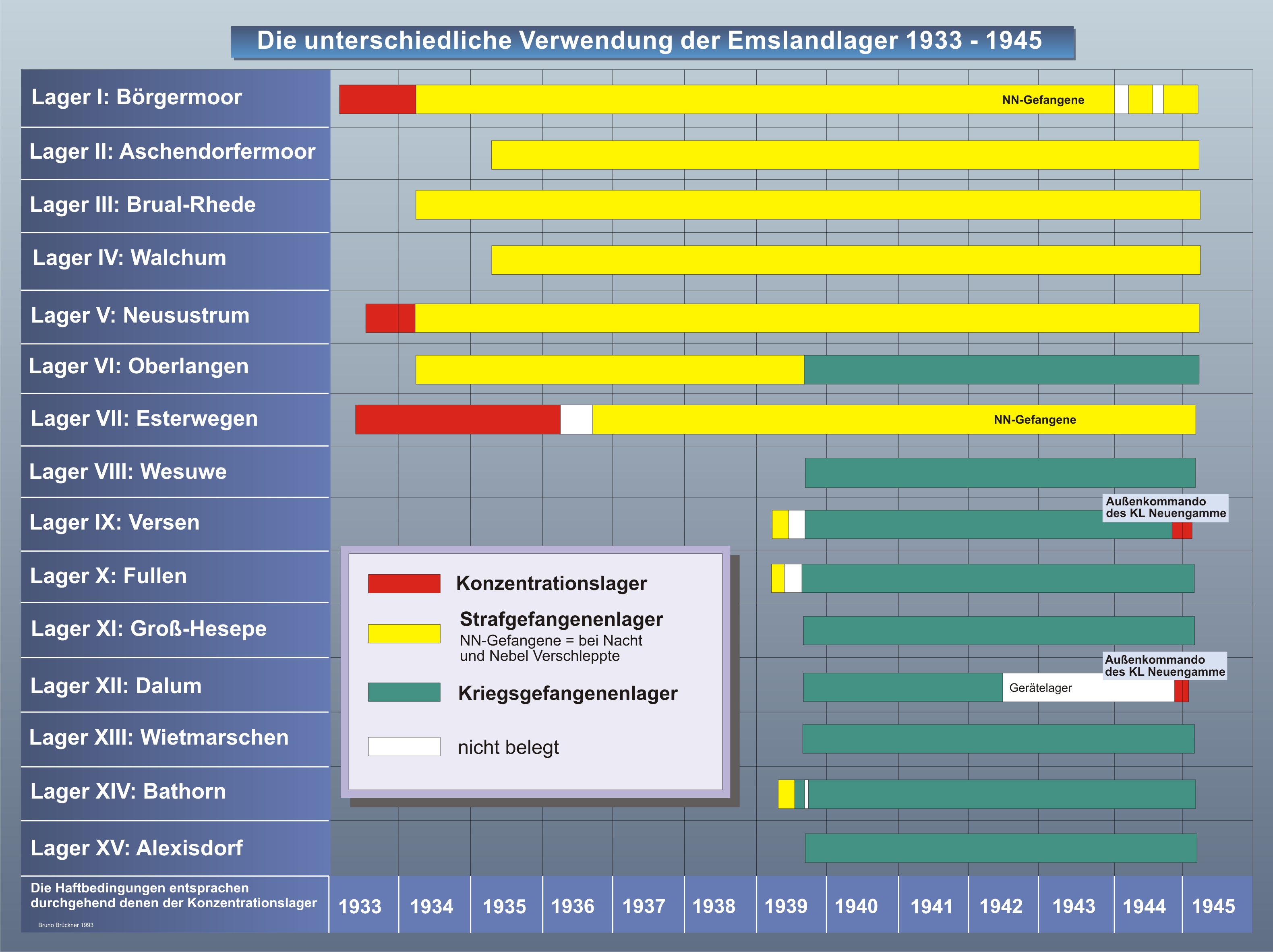
Die unterschiedliche Verwendung der Emslandlager zwischen 1933 und 1945 im „Dritten Reich“ (Konzentrationslager, Strafgefangenenlager, Kriegsgefangenenlager)

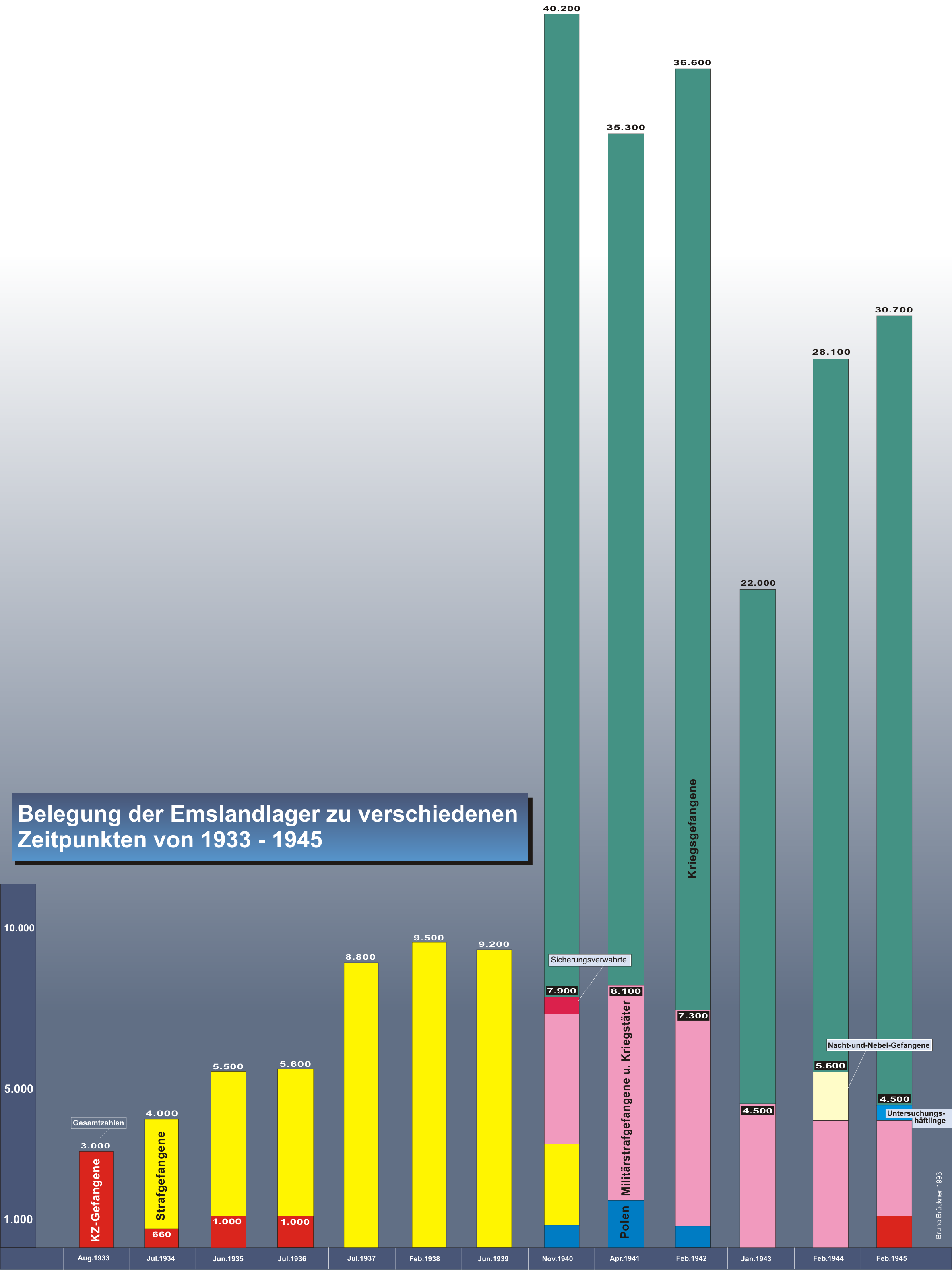
Die Belegung der Emslandlager im „Dritten Reich“ zwischen 1933 und 1945 (Gefangenenkategorien: KZ-Gefangene, Strafgefangene, Militärstrafgefangene und Kriegstäter, Sicherungsverwahrte, Kriegsgefangene, Nacht- und Nebelgefangene, Untersuchungshäftlinge)

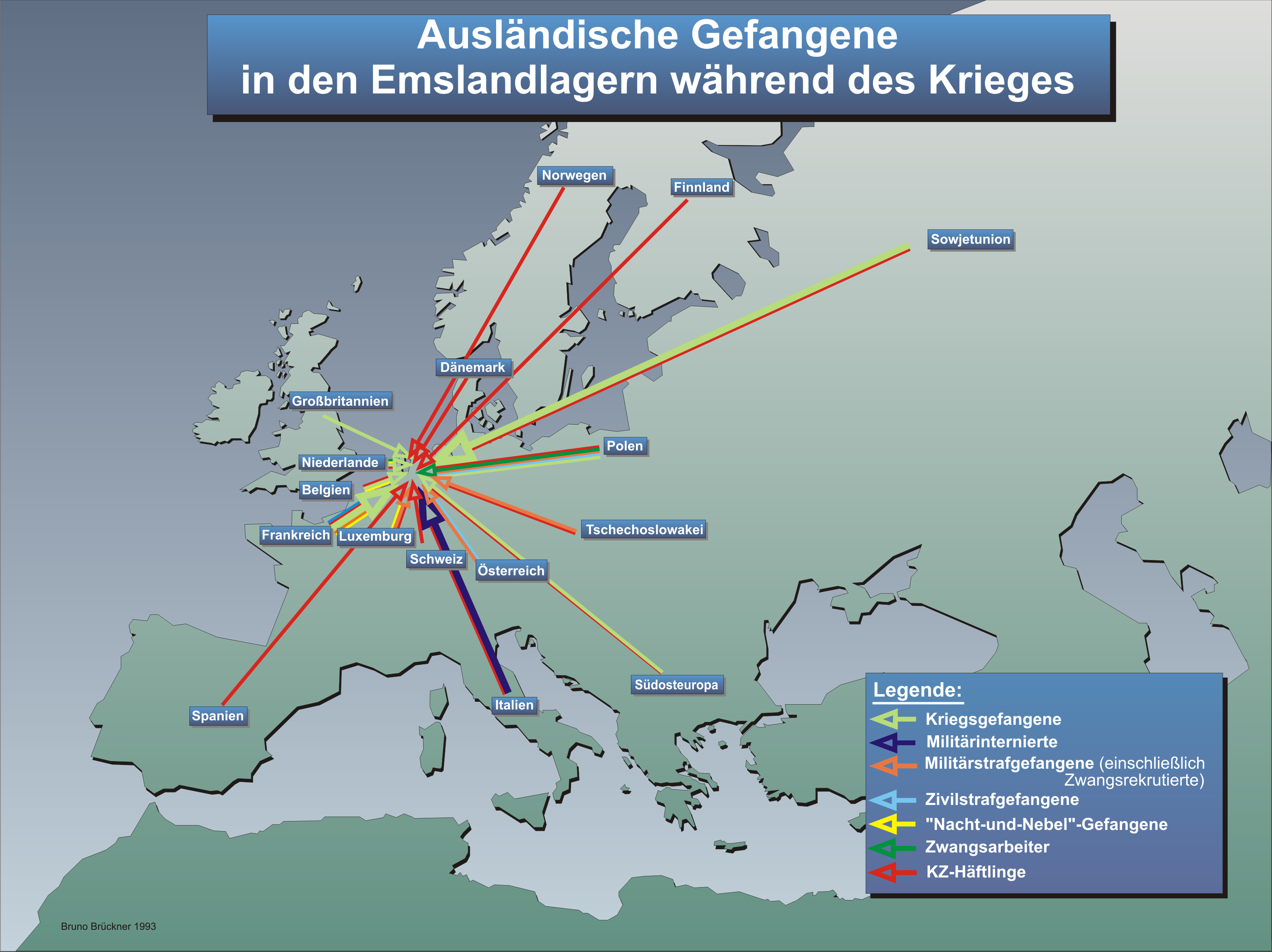
Die ausländischen Gefangenen in den Emslandlagern im „Dritten Reich“ während des Krieges (1939–1945)

- II Aschendorfermoor[9]
- III Brual-Rhede[10]
- IV Walchum[11]
- VI Oberlangen[12]
- VIII Wesuwe[13]
- IX Versen[14]
- X Fullen[15]
- XI Groß Hesepe[16]
- XII Dalum[17]
- XIII Wietmarschen[18]
- XIV Bathorn[19]
- XV Alexisdorf[20]

## Filme
- Paul Meyer, Rudolf Kersting: Der Hauptmann von Muffrika: mit 19 fing sein Leben an, mit 20 war er tot; eine Geschichte aus den letzten Kriegstagen im Emsland; ein Dokumentarfilm. Papenburg 1996, DIZ Emslandlager, 1 Videokassette (VHS, 70 Min.), s/w, ISBN 3-926277-02-5.
- Volker Schröder: Wenn ich in die Tiefe schaue: Menschen und Moorlager im Emsland; ein Film. 2. Aufl., Papenburg 1996, DIZ Emslandlager, 1 Videokassette (VHS, 90 Min.), ISBN 3-926277-03-3.